# オワーズ川
オワーズ川（オワーズがわ、L'Oise）は、ベルギーとフランス北部を流れる川である。ベルギーのシメイ近くにある標高309mの山塊に源を発し、フランスのイヴリーヌ県コンフラン＝サントノリーヌでセーヌ川に合流する。オワーズ川はフランスのオワーズ県やヴァル＝ドワーズ県などの名前の由来となっている。 
- オワーズ川 ヴァル＝ドワーズ県 2005年7月27日撮影
- オワーズ川 ポントワーズ

## 支流
- エーヌ川